# Сопот (Кавадарци)
Сопот (мкд. Сопот) је насеље у Северној Македонији, у јужном делу државе. Сопот је насеље у оквиру општине Кавадарци.

## Географија
Сопот је смештен у јужном делу Северне Македоније. Од најближег већег града, Кавадараца, насеље је удаљено 8 km северно.
Насеље Сопот се налази у историјској области Тиквеш. Село је смештено у долини реке Вардар, у јужном делу Тиквешке котлине. Насеље је положено на приближно 195 метара надморске висине, у бреговитом подручју. Кроз село протиче речица Луда Мара.
Месна клима је измењена континентална са значајним утицајем Егејског мора (жарка лета). 

## Становништво
Сопот је према последњем попису из 2002. године имао 804 становника.
Већинско становништво у насељу су етнички Македонци (99%), а остало су махом Роми. Почетком 20. века 1/3 становништва били су Турци, који су после Првог светског рата иселили у матицу.
Претежна вероисповест месног становништва је православље.